# Причал (узловой модуль)
Универса́льный узлово́й мо́дуль «Прича́л» (сокр.: УМ «Причал», Универсальный модуль, изделие 1Л) — один из модулей российского сегмента Международной космической станции (МКС), изготовленный РКК «Энергия». Служит для приёма пилотируемых кораблей «Союз МС» и грузовых «Прогресс МС» в количестве до пяти кораблей одновременно.
Запуск УМ «Причал» к МКС с помощью ракеты-носителя Союз 2.1б и доставляющего его специального грузового корабля-модуля «Прогресс М-УМ» состоялся 24 ноября 2021 года в 16:06 мск. 26 ноября модуль был пристыкован к гермоадаптеру модуля «Наука» МКС.

## История
Эскизные проекты были утверждены на заседании научно-технического совета РКК «Энергия» 13 января 2011 года. В результате было принято решение, что «Причал» в составе специального грузового корабля-модуля «Прогресс М-УМ» будет выводиться на орбиту ракетой-носителем Союз-2.1б с космодрома Байконур. Ранее аналогичным способом, с использованием РН Союз были доставлены модули «Пирс» и «Поиск».
В течение 2014 года в РКК «Энергия» проведены сборка и успешные заводские контрольные испытания штатного изделия УМ «Причал», в том числе и в сборе с кораблём-модулем, а с 17 ноября 2014 года УМ «Причал» находится на хранении в ЗАО «ЗЭМ» (РКК Энергия), до принятия заказчиком отдельного решения о его запуске. Ранее планировалось, что к Причалу будет стыковаться «НЭМ», но в 2021 году стало известно, что «НЭМ» будет использоваться в качестве базового блока РОСС.
- 6 апреля 2021 года глава Роскосмоса Дмитрий Рогозин в социальных сетях выложил видео испытаний УМ «Причал»[7].
- 31 июля 2021 года Роскосмос сообщил, что узловой модуль «Причал» отправился на технический комплекс космодрома Байконур для предполётной подготовки. В течение последних недель в РКК «Энергия» были завершены технологические испытания модуля в составе транспортного грузового корабля-модуля «Прогресс М-УМ». Специалисты успешно выполнили цикл совместных испытаний «Причала» с комплексными стендами служебного модуля «Звезда» и модуля «Наука»[8].
- 9 августа эшелон с узловым модулем «Причал» прибыл на Байконур, транспортные контейнеры с комплектующими корабля «Прогресс М-УМ» перевезены в монтажно-испытательный корпус площадки № 254[9].
- 11 августа 2021 года состоялась выгрузка и перемещение корабля «Прогресс М-УМ» в монтажно-испытательный корпус площадки № 254. В зале № 104 специалисты РКК «Энергия» выполнили установку приборно-агрегатного отсека и модуль «Причал» на рабочие места, а затем приступили к сборке и развёртыванию наземных средств автоматизированной испытательной системы технического комплекса. В рамках процедуры входного контроля корабля также проведён внешний осмотр приборно-агрегатного отсека и проверка механизмов раскрытия панелей солнечных батарей корабля «Прогресс М-УМ»[10].
- 16 августа 2021 года из РКЦ «Прогресс» на космодром Байконур отправлена ракета-носитель «Союз-2» для запуска корабля «Прогресс М-УМ» с узловым модулем «Причал»[11].
- 24 августа 2021 года на техническом комплексе космодрома Байконур начались работы по программе предполётных испытаний транспортного грузового корабля-модуля «Прогресс М-УМ» с узловым модулем «Причал»[12].

- 20 сентября 2021 года после завершения программы автономных электроиспытаний специалисты РКК «Энергия» имени С. П. Королёва выполнили проверку функционирования транзитных магистралей дозаправки топливом модуля «Причал», после чего на техническом комплексе состоялась транспортировка модуля в вакуумную камеру 17Т523МР для проведения двухсуточных испытаний на герметичность. Одновременно на рабочем месте транспортного грузового корабля-модуля «Прогресс М-УМ» начинаются электрические испытания приборно-агрегатного отсека корабля. Они предусматривают цикл тестовых включений бортовой аппаратуры системы управления движением и навигацией, информационно-телеметрической и универсальной радиотелеметрической систем, систем ориентации и радиоконтроля орбиты, автоматики системы обеспечения теплового режима и комбинированной двигательной установки[13].
- 22 сентября 2021 года завершились испытания на герметичность узлового модуля «Причал» в вакуумной камере монтажно-испытательного корпуса площадки № 254[14].
- 6 октября 2021 года в монтажно-испытательном корпусе площадки № 254 начались работы по интеграции узлового модуля «Причал» в состав транспортного грузового корабля-модуля «Прогресс М-УМ»[15].
- 24 ноября 2021 года в 16:06 (мск) с космодрома Байконур состоялся пуск ракеты-носителя «Союз-2.1б» с транспортным грузовым кораблем-модулем «Прогресс М-УМ».

### Подготовительные операции
Модуль «Наука», прибывший на МКС в июле 2021 года, имеет на гермоадаптере стыковочный узел (СУ) типа ССВП-М (имеет 12 замков), на котором установлена временная проставка. Проставка — это переходник на СУ типа ССВП (имеет 8 замков), который позволяет причаливать к нему пилотируемым кораблям «Союз» или грузовым кораблям «Прогресс». Однако эта проставка не позволяет пристыковать к «Науке» узловой модуль «Причал», имеющий СУ типа ССВП-М.
- 22 октября 2021 года — проведена стыковка «Прогресса МС-17» к временной проставке гермоадаптера модуля «Наука» (тип СУ: ССВП)[17].
- 25 ноября 2021 года — проведена расстыковка «Прогресса МС-17» от модуля «Наука» вместе с временной проставкой типа ССВП[18].

### Стыковка УМ «Причал» с МЛМ-У «Наука» и его последующая интеграция
- 26 ноября 2021 года в 18:19 мск «Прогресс М-УМ» с модулем «Причал» был пристыкован к надирному стыковочному узлу типа ССВП-М гермоадаптера модуля «Наука»[19].
- 26 ноября 2021 года в 22:39 мск со стороны модулей «Наука» и «Причал» были открыты люки, и космонавты Антон Шкаплеров и Петр Дубров перешли в новый российский модуль[20].
- 23 декабря 2021 года — произведена отстыковка приборно-агрегатного отсека (ПАО) «Прогресса М-УМ» от надирного СУ модуля «Причал». При этом освободился пятый порт для приема кораблей доставки[21].

|                  |                  |                  |                  |                  |                  |  |  |                                                                                      |  |  |  |  |  |  |  |                  |                  |                  |                  |                  |                  |
|                  |                  |                  |                  |                  |                  |  |  | Наука (МЛМ-У)                                                                        |  |  |  |  |  |  |  |                  |                  |                  |                  |                  |                  |
|                  |                  |                  |                  |                  |                  |  |  | Гермоадаптер с иллюминатором                                                         |  |  |  |  |  |  |  |                  |                  |                  |                  |                  |                  |
|                  |                  |                  |                  |                  |                  |  |  |                                                                                      |  |  |  |  |  |  |  |                  |                  |                  |                  |                  |                  |
| Корабли доставки | Корабли доставки | Корабли доставки | Корабли доставки | Корабли доставки | Корабли доставки |  |  |                                                                                      |  |  |  |  |  |  |  | Корабли доставки | Корабли доставки | Корабли доставки | Корабли доставки | Корабли доставки | Корабли доставки |
| Корабли доставки | Корабли доставки | Корабли доставки | Корабли доставки | Корабли доставки | Корабли доставки |  |  |                                                                                      |  |  |  |  |  |  |  | Корабли доставки | Корабли доставки | Корабли доставки | Корабли доставки | Корабли доставки | Корабли доставки |
|                  |                  |                  |                  |                  |                  |  |  | Узловой модуль «Причал») с пятью стыковочными узлами типа ССВП для кораблей доставки |  |  |  |  |  |  |  |                  |                  |                  |                  |                  |                  |
| Корабли доставки | Корабли доставки | Корабли доставки | Корабли доставки | Корабли доставки | Корабли доставки |  |  |                                                                                      |  |  |  |  |  |  |  | Корабли доставки | Корабли доставки | Корабли доставки | Корабли доставки | Корабли доставки | Корабли доставки |
| Корабли доставки | Корабли доставки | Корабли доставки | Корабли доставки | Корабли доставки | Корабли доставки |  |  |                                                                                      |  |  |  |  |  |  |  | Корабли доставки | Корабли доставки | Корабли доставки | Корабли доставки | Корабли доставки | Корабли доставки |
|                  |                  |                  |                  |                  |                  |  |  | Корабли доставки                                                                     |  |  |  |  |  |  |  |                  |                  |                  |                  |                  |                  |

### Ожидаемые события
- 19 января 2022 года — выход в открытый космос по российской программе (ВКД-51) для прокладки кабелей между «Причалом» и «Наукой» членами экспедиции МКС-66 и МКС-65 (Шкаплеров, Дубров).

### Список стыковок
| Внешние видеофайлы | Внешние видеофайлы                                 |
| ------------------ | -------------------------------------------------- |
|                    | Таймлапс стыковки модуля «Причал» к модулю «Наука» |

| Внешние видеофайлы | Внешние видеофайлы                                       |
| ------------------ | -------------------------------------------------------- |
|                    | Таймлапс стыковки корабля «Союз МС-21» к модулю «Причал» |

| Внешние видеофайлы | Внешние видеофайлы                                         |
| ------------------ | ---------------------------------------------------------- |
|                    | Трансляция перестыковки пилотируемого корабля «Союз МС-23» |

## Характеристики
УМ «Причал» имеет стыковочные узлы для приёма пилотируемых кораблей «Союз МС» и грузовых «Прогресс МС». Срок эксплуатации модуля на момент изготовления составлял не менее 30 лет, однако после стыковки в ноябре 2021 года «Причал», вероятно, будет находиться в составе МКС не более 10 лет, вплоть до её затопления.
- Масса (в составе МКС) — 4650 кг.
- Масса (доставляемых грузов) — 700 кг.
- Диаметр (сферического корпуса) — 3,6 м.
- Гермообъём — 19 м³, в том числе жилой — 14 м³.
- Количество стыковочных узлов — 6.

На модуле имеется манипулятор-перестыковщик, аналогичный Автоматической системе перестыковки на станции «Мир», позволяющий проводить автоматическую перестыковку с осевого порта на радиальные и обратно..

## Эмблема модуля
31 октября 2021 года Роскосмос представил эмблему узлового модуля «Причал».
Общий вид эмблемы «Причала» продолжает основную идею (и символику), использованную в подобном шевроне многоцелевого лабораторного модуля «Наука», включая логотип госкорпорации «Роскосмос» и красную окантовку.
Пятиугольная форма эмблемы символизирует пять пассивных стыковочных узлов для причаливания пилотируемых и грузовых кораблей российского производства, а также для возможного расширения конфигурации российского сегмента.
В центре эмблемы, на изображении модуля, расположен логотип организации-производителя (РКК «Энергия»), государственный флаг Российской Федерации и собственное наименование изделия — «Причал». Две звезды в левом углу «пятиугольника» символизируют два новых модуля в российском сегменте — «Наука» и «Причал». По аналогии, две большие звезды в правом углу — функционально-грузовой блок «Заря» и служебный модуль «Звезда», две малые там же — малые исследовательские модули «Рассвет» (МИМ-1) и «Поиск» (МИМ-2). Наконец, в соответствии с основополагающим принципом космонавтики — принципом дублирования — по периметру эмблемы дублируются основные «участники» миссии: в верхней — ракета-носитель «Союз-2.1б», транспортный грузовой корабль-модуль «Прогресс М-УМ», а в нижней — новый узловой модуль «Причал».